# میدان گازی خیام

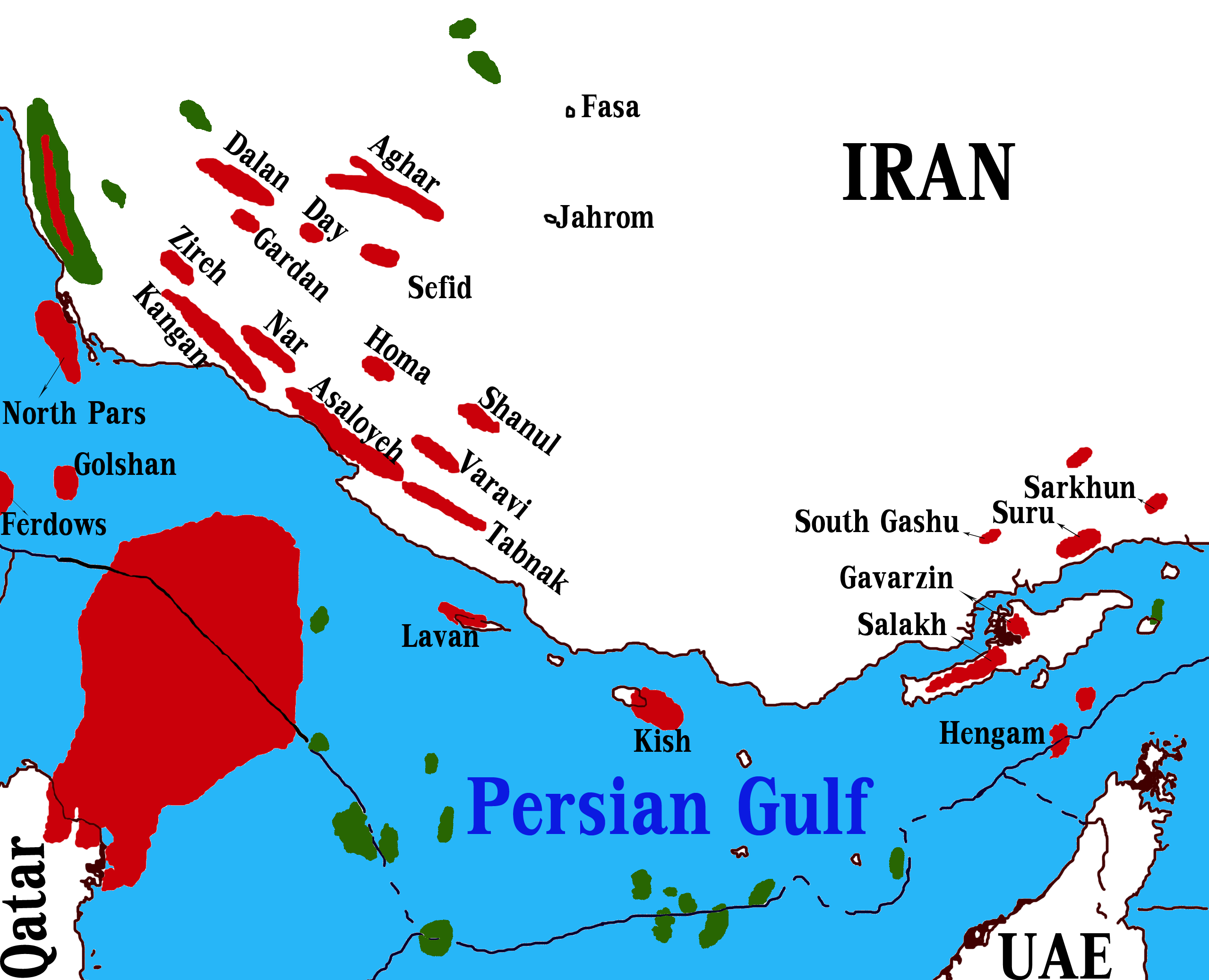
میدان‌های گازی ایران

میدان گازی خیام، در شرق بندر عسلویه و در حاشیه خلیج فارس، در ۳۰ کیلومتری غرب بندر مقام، در استان بوشهر و در بخش خشکی واقع شده‌است. این میدان، حدود ۲۱٫۵ کیلومتر طول و ۴٫۵ کیلومتر عرض دارد.
مطالعات زمین‌شناسی در منطقه بین بندر مقام و بندر عسلویه، منجر به کشف این میدان شد. میدان گازی خیام با حفر یک حلقه چاه اکتشافی، در عمق چهار هزار و ۶۶۰ متری کشف شد.
میدان خیام دارای بیش از ۹ تریلیون و ۸۰ میلیارد فوت مکعب ذخیره درجای گاز است و بر اساس پیش‌بینی‌های به عمل آمده، این میدان توان تولید روزانه ۸۴۰ میلیون فوت مکعب گاز طبیعی را حداقل برای ۲۸ سال دارد، که تقریبأ، معادل تولید یک فاز میدان گازی پارس جنوبی می‌باشد.
بر اساس برآوردهای انجام شده توسط مدیریت اکتشاف وزارت نفت، حجم گاز قابل استحصال میدان خیام، در حدود ۷ تریلیون و ۳۲۰ میلیارد فوت مکعب معادل ۲۱۰ میلیارد متر مکعب است. میدان گازی خیام بیش از ۲۱۸ میلیون بشکه میعانات گازی دارد که ۱۰۰ میلیون بشکه آن قابل استحصال است.
ضمن اینکه توان تولید میعانات گازی این میدان، حدود ۱۱ هزار بشکه است، که برای رسیدن به سقف تولید، حفاری ۱۸ تا ۲۱ حلقه چاه تولیدی، در این منطقه، انجام شده‌است.
با احتساب ارزش هر بشکه میعانات گازی به ارزش ۶۰ دلار و هر مترمکعب گاز به ارزش ۲۰ سنت، مطابق با اعلام مسئولان شرکت ملی نفت ایران، ارزش گاز طبیعی و میعانات گازی میدان خیام، بیش از ۵۰ میلیارد دلار برآورد می‌شود.

## کشف نفت، در میدان گازی
کشف نفت در یک میدان گازی، تاکنون سابقه نداشته و تا پیش از سال ۱۳۸۸ نیز، در مخازن هیدروکربوری این منطقه، فقط گاز طبیعی کشف شده بود. سال ۱۳۸۸ با حفر یک حلقه چاه اکتشافی در میدان گازی خیام، وجود ذخایر نفت خام، محرز شد.
حجم ذخایر نفت درجای این میدان گازی، ۷۵۸ میلیون بشکه برآورد شده، که با در نظر گرفتن نفت بشکه‌ای ۸۰ دلار، ارزش اقتصادی این سازند جدید نفتی، بیش از ۱۳ میلیارد و ۶۰۰ میلیون دلار می‌رسد. نفت اکتشافی در این سازند، سبک و دارای درجه‌ای. پی. آی ۳۵ است.
مطالعات نشان می‌دهد، که در این میدان، امکان تولید روزانه ۳۵ هزار بشکه نفت خام وجود دارد.
حدود ۲۲ درصد از این ذخایر نفتی میدان خیام، قابل برداشت است و از این رو حجم نفت قابل استحصال معادل ۱۷۰ میلیون بشکه خواهد بود. این میدان نفتی، در حاشیه خلیج فارس و در ۳۰ کیلومتری غرب بندر مقام و در خشکی قرار دارد.

## روند کشف نفت در میدان گازی خیام
از سال ۱۳۸۷ مطالعات جدیدی در سازندهای میدان گازی خیام انجام گرفت که در نهایت با انجام عملیات لرزه‌نگاری دو بعدی، اطلاعات جدید زمین‌شناسی در این منطقه حاصل شد. سپس در سال ۱۳۸۸ پس از حفر یک حلقه چاه اکتشافی، در عمق چهار هزار و ۴۳۵ متری وجود ذخایر اقتصادی و تجاری نفت خام، تأیید گردید.
در میدان خیام سه لایه هیدروکربوری شناسایی شده‌است، در سازند کنگان ذخایر گاز طبیعی، در سازند دالان پایینی نفت و در سازند بالایی ذخایر گاز شناسایی شده‌است.
کشف نفت در یک میدان گازی تاکنون سابقه نداشته و در ۴۰ تا ۵۰ مخزن هیدروکربوری این منطقه تاکنون فقط گاز طبیعی کشف شده‌است و بر این اساس یک طرح جدید اکتشافی برای بررسی سازندهای هیدروکربوری در این منطقه تعریف شده‌است.